# الموجة المفقودة (فلم)
الموجة المفقودة: قصة ركوب أمواج أفريقية (بالإنجليزية: The Lost Wave: An African Surf Story) هُو فيلم وثائقي من ساو تومي وبرينسيب صدر سنة 2007 وأخرجه الثنائي سام جورج وسام بوير. يتحدث الفيلم بشكل أساسي عن رياضة ركوب الأمواج.

## صدور الفيلم
عُرض الفيلم لأول مرة في مهرجان ماليبو السينمائي الدولي في غينيا الاستوائية بتاريخ 15 أبريل 2007، وقد حصل على جائزة أفضل فيلم وثائقي في ذات المهرجان. فاز الفيلم أيضا بجائزة الأكثر إبداعا في مهرجان هانتنغتون بيتش السينمائي، وكان الفائز في نهائيات مهرجان ماوي السينمائي وجوائز سورفر بول. وُصف الفيلم على موقع «سيرفر توداي» (بالإنجليزية: Surfer Today) بأنه «فيلم وثائقي عاطفي عن ركوب الأمواج».

## روابط خارجية
مقالات تستعمل روابط فنية بلا صلة مع ويكي بيانات